# Administração
A administração (português brasileiro) ou gestão (português europeu) é a ciência social que estuda e sistematiza as práticas usadas para administrar.
O termo "administração" significa direção, gerência. Ou seja, é o ato de administrar ou gerir negócios, pessoas ou recursos, com o objetivo de alcançar metas definidas.
É uma área do conhecimento fundamentada em um conjunto de princípios, normas e funções elaboradas para disciplinar os fatores de produção, tendo em vista o alcance de determinados fins como maximização de lucros ou adequada prestação de serviços públicos.
Pressupõe a existência de uma instituição a ser gerida, ou seja, uma organização constituída de pessoas e recursos que se relacionem num determinado ambiente, orientadas para objetivos comuns.
Administração é frequentemente tomada como sinônimo de Administração de Empresas. Porém, isto somente faz sentido se o termo empresa for considerado como sinônimo de organização e legalização, que significa os esforços humanos organizados, feitos em comum, com um fim específico, um objetivo. O adequado é considerar a Administração de Empresas subárea da Administração, uma vez que esta trata de organizações que podem ser públicas, sociedades de economia mista ou privadas, com ou sem fins lucrativos.
A necessidade de organizar os estabelecimentos nascidos com a Revolução Industrial, ocorrida na Inglaterra em meados do século XIX, levou profissionais de outras áreas mais antigas, a exemplo da Engenharia, a buscar soluções específicas para problemas que não existiam antes. Assim, a aplicação de métodos de ciências diversas, para administrar estes empreendimentos, deu origem aos rudimentos da Ciência da Administração.
Há autores que consideram a Administração uma área interdisciplinar do conhecimento, uma vez que se utilizaria de métodos e saberes de diversas ciências, como Contabilidade, Direito, Economia, Filosofia, Psicologia, Sociologia, etc.. Como exemplo de dependência da Ciência da Administração, para funcionar de forma empresarial, estão as Instituições de Direito Público ou Instituições de Direito Privado, criadas, respectivamente, para finalidades sociais ou fins lucrativos.
No curso, você aprende um pouco de tudo de necessário para administrar uma organização. Como Gestão de Pessoas, de recursos, finanças, operações e até um pouco de direito. Mas, costuma ser mais superficial do que os cursos dedicados á isso.
No Brasil, o Dia do Administrador é comemorado no dia 9 de setembro. O patrono dos Administradores brasileiros é o Adm. Belmiro Siqueira.
| “ | A Administração é a arte de aplicar as leis sem lesar os interesses. | ” |
|   | — Honoré de Balzac.                                                  |   |

## História

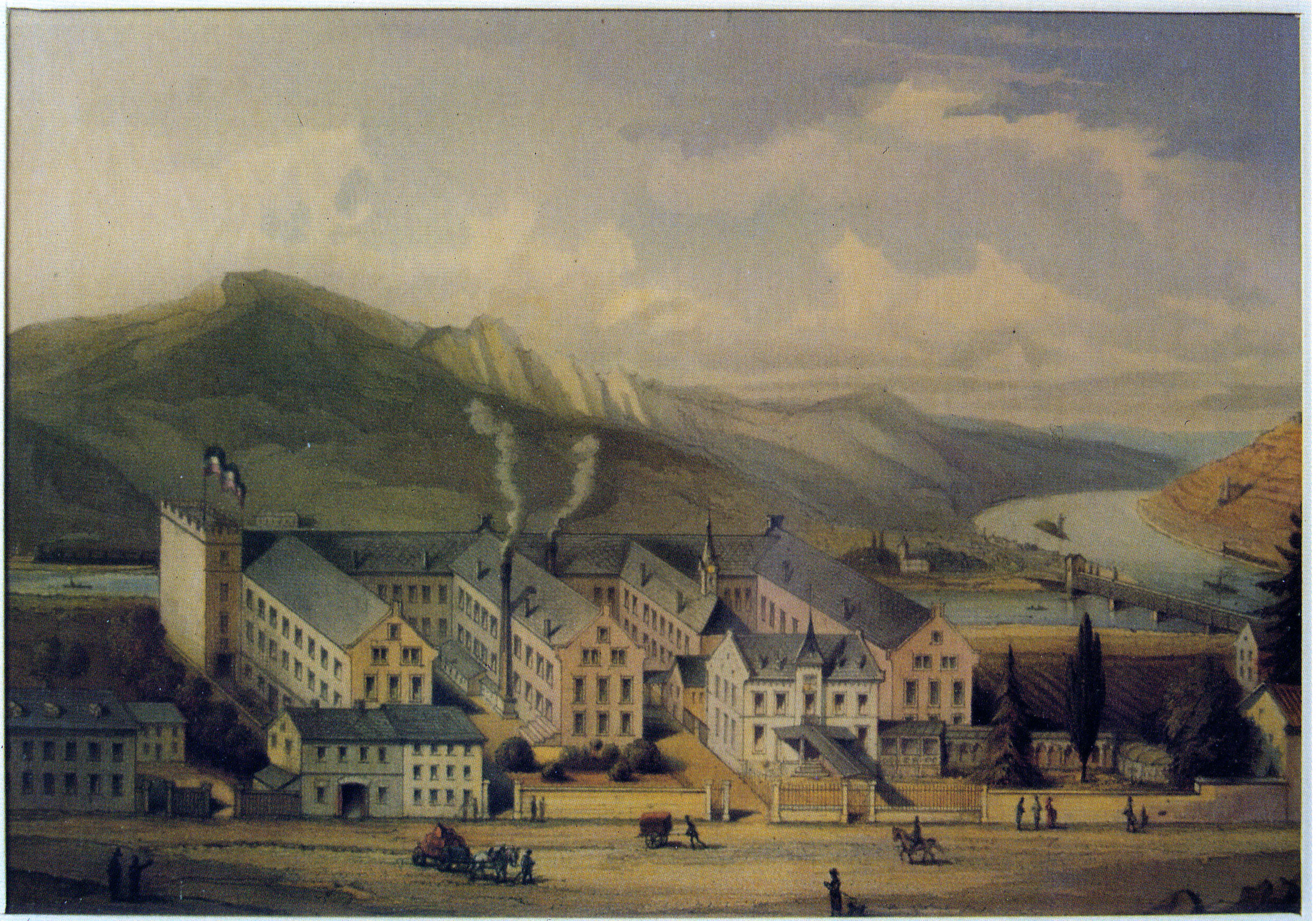
Retrato de uma fábrica de tabaco no ano de 1900, período de formação da Ciência da Administração.

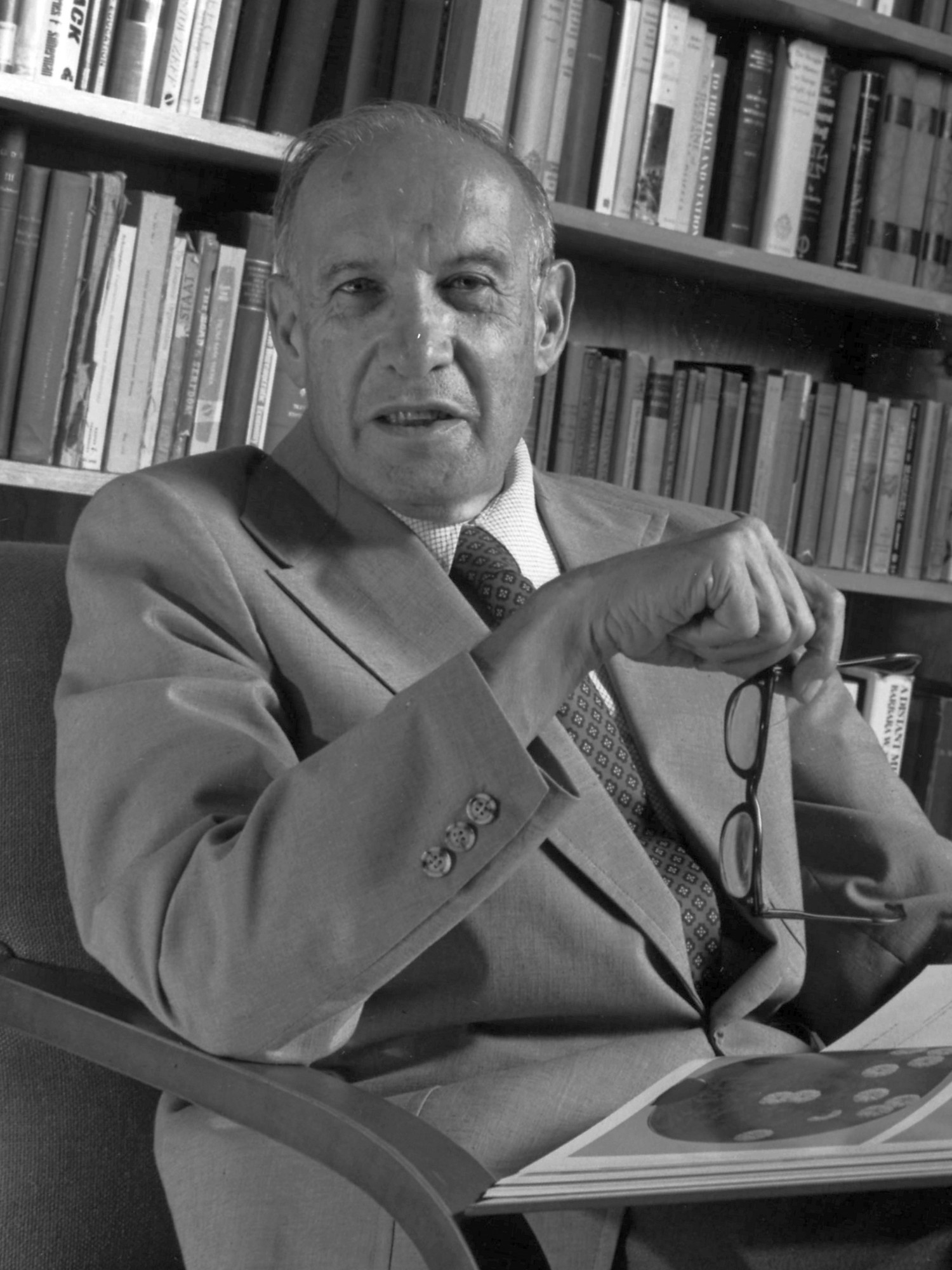
Peter Ferdinand Drucker, Administrador e Pai da Administração Moderna.

Henri Fayol foi o primeiro a definir as funções básicas do Administrador: planejar, organizar, coordenar, comandar e controlar (POCCC). Além de Fayol, Frederick Taylor, Henry Ford e Max Weber contribuíram, com teorias, nos primórdios da Administração.
Atualmente, sobretudo, com as contribuições da Abordagem Neoclássica da Administração, em que um dos maiores nomes é Peter Drucker, os princípios foram reformulados e são conhecidos como Planejar, Organizar, Dirigir e Controlar (PODC).
Destas funções, as que sofreram transformações na forma de abordar foram "comandar e coordenar" que, atualmente, são chamadas apenas de "dirigir" (Liderança).
Henry Mintzberg contesta esta visão da atuação do Administrador, dividida em funções processuais, propondo que este atue, na verdade, exercendo diversos papéis, sendo estes interpessoais (papel de líder, de contato e aquele ligado à imagem de chefe), informacionais (papel de monitor, de disseminador e de porta-voz) e decisionais (papel de empreendedor, de manipulador de distúrbios, de alocador de recursos e de negociador).
Discute-se se a Administração pode ser considerada uma disciplina científica. Quando assim considerada, é um ramo das Ciências Sociais, tratando dos agrupamentos humanos, mas com uma peculiaridade que é o olhar holístico, buscando a perfeita sinergia entre pessoas, estrutura e recursos. Diferencia-se das ciências puras por possuir um caráter prático de aplicação nas organizações.
Um dos princípios filosóficos da Administração diz: "A verdadeira administração não visa lucro, visa bem estar social; o lucro é mera consequência ".
A profissão de Administrador é, historicamente, recente e foi regulamentada no Brasil em 9 de setembro de 1965, data em que se comemora o Dia do Administrador. A Semana do Administrador instituída pelo Adm. Gaston Schwabacher, é comemorada dos dias 2 a 9 de setembro, onde são homenageados feitos administrativos éticos.

## Conceito
Administrar é o processo de dirigir ações que utilizam recursos para atingir objetivos. Embora seja importante em qualquer escala de aplicação de recursos, a principal razão para o estudo da Administração é seu impacto sobre o desempenho das organizações. É a forma como são administradas que torna as organizações mais ou menos capazes de utilizar corretamente seus recursos para atingir os objetivos corretos.
Como elo entre os recursos e os objetivos de uma organização, cabe ao profissional da Administração combinar os meios na proporção adequada, sendo, para isso, necessário tomar decisões constantemente num contexto de restrições, pois, nenhuma organização dispõe de todos os recursos e a capacidade de processamento de informações do ser humano é limitada. Administrar envolve a elaboração de planos, pareceres, relatórios, projetos, arbitragens e laudos, em que é exigida a aplicação de conhecimentos inerentes às técnicas de Administração.
Segundo John W. Riegel, "o êxito do desenvolvimento de executivos em uma empresa é resultado, em grande parte, da atuação e da capacidade dos seus Gerentes no seu papel de educadores. Cada superior assume este papel quando ele procura orientar e facilitar os esforços dos seus subordinados para se desenvolverem".

## Teoria Geral da Administração
Também conhecida como TGA, a Teoria Geral da Administração é o conjunto de conhecimentos a respeito das organizações e do processo de administrá-las, sendo composta por princípios, proposições e técnicas em permanente elaboração.
A Teoria Geral da Administração começou com a "ênfase nas tarefas", na Administração Científica de Taylor. A seguir, a preocupação básica passou para a "ênfase na estrutura" com a Teoria Clássica de Fayol, e com outros princípios como o Fordismo de Henry Ford e a Teoria Burocrática de Max Weber, seguindo-se mais tarde a Teoria Estruturalista.
A Relação Humanística surgiu com a "ênfase nas pessoas", por meio da Teoria Comportamental e pela Teoria do Desenvolvimento Organizacional (DO). A "ênfase no ambiente" surgiu com a Teoria dos Sistemas, sendo completada pela Teoria da contingência. Esta, posteriormente, desenvolveu a "ênfase na tecnologia".
Cada uma dessas cinco variáveis - tarefas, estrutura, pessoas, ambiente e tecnologia - provocou a seu tempo uma diferente teoria administrativa, marcando um gradativo passo no desenvolvimento da TGA. Cada teoria procurou privilegiar ou enfatizar uma dessas cinco variáveis, omitindo ou relegando a um plano secundário todas as demais.
|  |  |  |  |  |  |  |  |  |

As teorias da Administração podem ser divididas em várias correntes ou abordagens. Dessa forma, representam uma maneira específica de encarar a tarefa e as características do trabalho da Administração.
| Abordagem Clássica da Administração - Administração Científica (1903) - Teoria Clássica da Administração (1916) Abordagem Humanística da Administração - Teoria das Relações Humanas (1932) Abordagem Neoclássica da Administração - Teoria Neoclássica da Administração (1954) - Administração por Objetivos (APO) Abordagem Estruturalista da Administração - Modelo Burocrático da Administração (1940) - Teoria Estruturalista da Administração (1947) Abordagem Comportamental da Administração - Teoria Comportamental na Administração (1957) - Teoria do Desenvolvimento Organizacional (DO) (1962) |  | Abordagem Sistêmica da Administração - Princípios e Conceitos Sistêmicos (1951) - Cibernética e Administração - Teoria Matemática da Administração - Teoria Geral de Sistemas - Homem Funcional Abordagem Contingencial da Administração - Teoria da contingência - Mapeamento Ambiental - Desenho Organizacional - Adocracia - Homem Complexo |  | Técnicas Modernas de Gestão - Administração Participativa - Administração Japonesa - Administração Holística - Benchmarking - Downsizing - Gerenciamento com Foco na Qualidade - Learning Organization - Modelo de Excelência em Gestão - Reengenharia - Readministração - Terceirização |

Entretanto, Mario Manhães Mosso, demonstra a necessidade de alterarmos a cronologia bem como as próprias teorias, uma vez que, por exemplo, Alfred Chandler, pai da Teoria Contingencial, indicou sua utilização já em 1900, assim ela não poderia ser a última teoria. Bem como Frederick Taylor foi o primeiro a identificar os subsistemas de Recursos Humanos em 1911, bem antes da experiência de Hawthorne de 1927, o marco inicial da Teoria das Relações Humanas.
A Teoria Geral da Administração, assim, está em fase de mutação nas suas raízes.

## O que é gestão militar?
É o modelo de gestão que defende que a causa primária de um problema é o “desvio de responsabilidade”. O carro chefe desse modelo, é o famoso organograma, que serve para especificar de maneira clara as responsabilidades. A função dessa ferramenta, é permitir a gerência a possibilidade de atribuir a culpa rapidamente, caso outro desastre ocorra, evitando que as pessoas cometam erro e saiam impunes, pois se cometerem serão punidas.
Infelizmente, a maioria das empresas criaram seus organogramas para impedir que haja o “desvio de responsabilidade”. Para isto, seus organogramas mostram quem são as pessoas “pagas” para pensar e as responsáveis por executar. Há uma clara divisão entre os gestores (ou oficiais na estrutura militar) e os “operacionais” ou “chão de fábrica” (ou soldados na estrutura militar).
Neste modelo, os gestores são os responsáveis pelo planejamento estratégico e tático (dependendo do nível hierárquico na companhia) e por garantir que a “missão” e os objetivos sejam alcançados. Para isto, eles contam com seus “soldados”, os quais são os responsáveis pela execução das atividades necessárias ao cumprimento da missão pela empresa, não questionando as ordens ou o planejamento a eles atribuídos impostos.
Para colocar esta engrenagem em funcionamento é necessário que todos os “soldados” saibam o que e como executar. Não compete a eles desenvolver e experimentar maneiras de se executar uma tarefa, de aprender coisas novas e de testar novas teorias. Porém, com as mudanças na sociedade, por meio da explosão do conhecimento, esse tipo de gestão não está conseguindo suprir as necessidades e, pouco a pouco, está caindo em desuso.

## Trabalho Administrativo

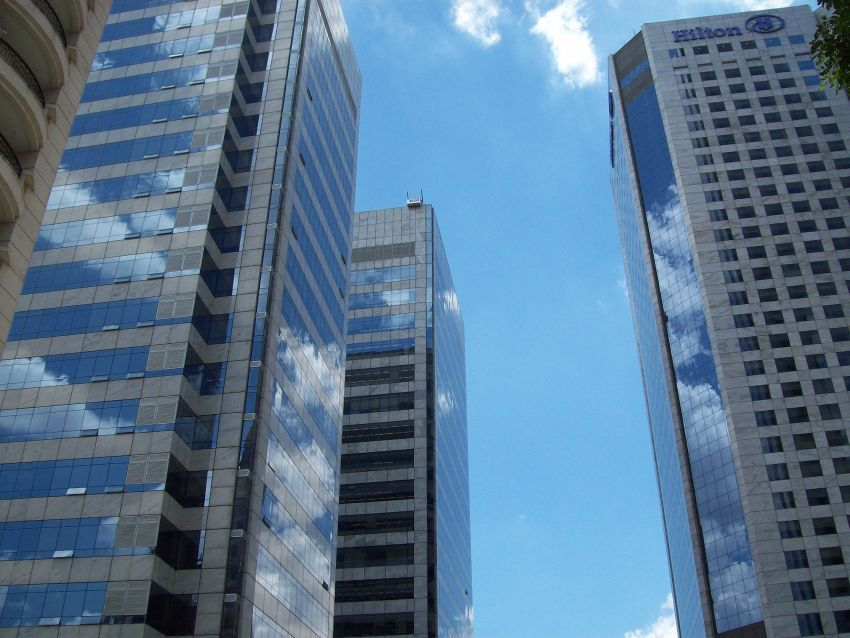
As empresas públicas, mistas, privadas ou de outros tipos são instituições gerenciadas pela Administração.

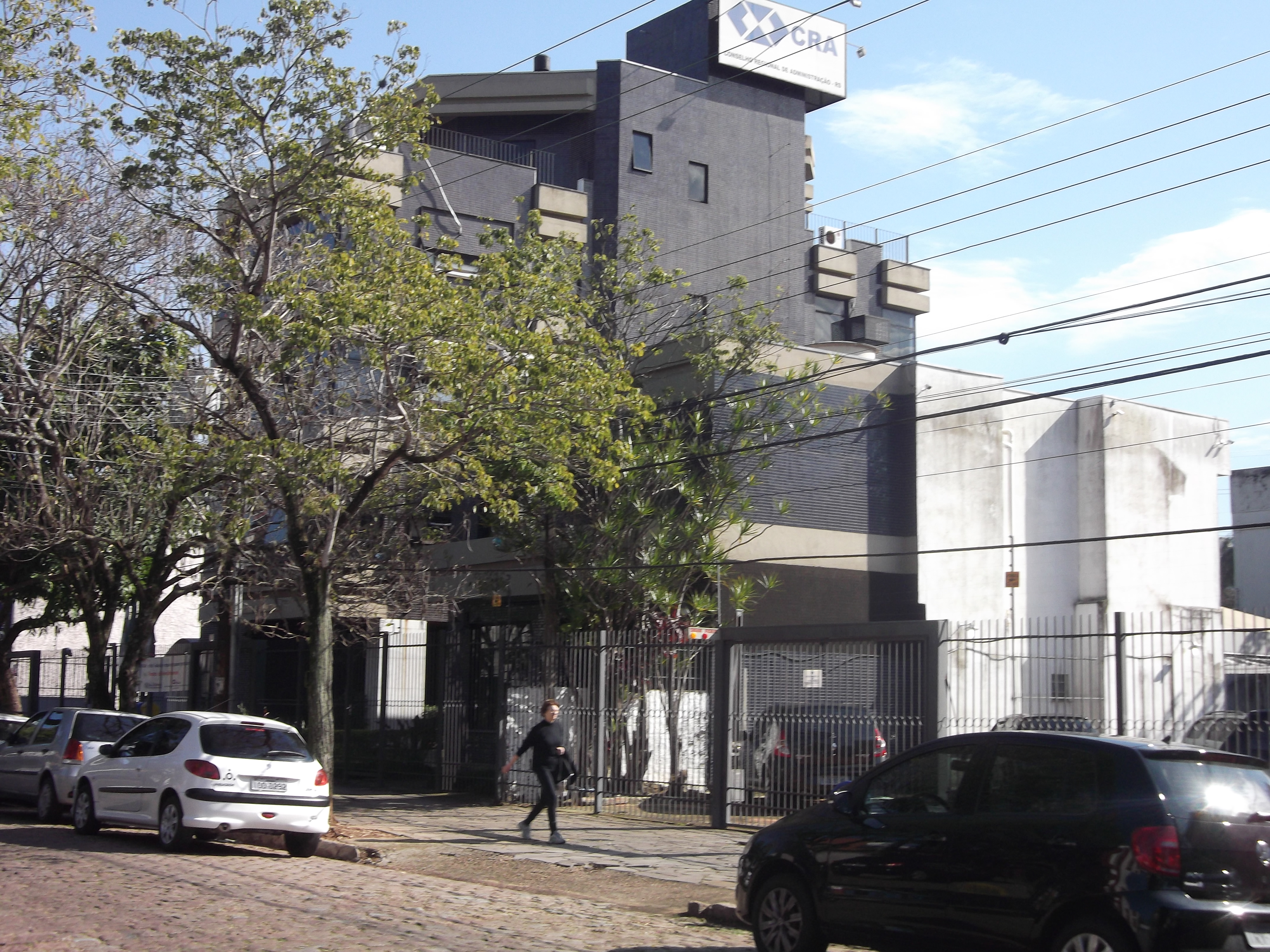
Prédio do Conselho Regional de Administração na cidade de Porto Alegre, Rio Grande do Sul, Brasil.

O trabalho administrativo é a aplicação do esforço físico e mental por um gerente, com a finalidade de garantir os resultados por meios de outras pessoas, seus gerenciados.
Em síntese, o Administrador é a ponte entre os meios (recursos financeiros, tecnológicos e humanos) e os fins (objetivos).
A Administração se divide, modernamente, em cinco áreas: Finanças, Administrativo, Marketing, Vendas ou Produção,Logística e Recursos Humanos.
Administração Financeira: É a disciplina que trata dos assuntos relacionados à administração das finanças de empresas e organizações.
Marketing: "É o conjunto de atividades humanas que tem por objetivo facilitar e consumar relações de troca”. (Phillip Kotler).
Produção: "Se refere a qualquer tipo de atividade destinada à fabricação, elaboração ou obtenção de bens e serviços. No entanto, a produção é um processo complexo que exige vários fatores que podem ser divididos em três grandes grupos: a terra, o capital e o trabalho.
Logística: "A logística é o conjunto de atividades que tem por fim a colocação, com um custo mínimo, duma quantidade de produto no local e no momento em que existe procura. A logística abarca, pois, todas as operações que condicionam o movimento dos produtos, tais como: localização das fábricas e entrepostos, abastecimentos, gestão física de produtos em curso de fabrico, embalagem, formação e gestão de estoques, manutenção e preparação das encomendas, transportes e circuitos de entregas."
Recursos Humanos: TOLEDO (1986) "o ramo de especialização da ciência da Administração que desenvolve todas as ações que têm como objetivo a integração do trabalhador no contexto da organização e o aumento de sua produtividade".
Alguns doutrinadores modernos inserem, nessa divisão, a TI (Tecnologia da Informação) e a P&D (Pesquisa, Desenvolvimento e Inovação). Pelo fato de a Administração ter diversas ciências como base, o Administrador disputa seu espaço com profissionais de diferentes áreas. Em Finanças, disputa espaço com Economistas e Contadores; em Marketing, disputa espaço com Publicitários; em Produção, disputa espaço com Engenheiros; em Recursos Humanos, disputa espaço com Psicólogos, etc..
Pode-se considerar um Executivo toda pessoa encarregada de uma organização ou de uma de suas subunidades, incluindo-se no conceito Administradores de empresas estatais e privadas, Administradores Públicos (como Prefeitos, Governadores e Chefes de repartições públicas), bem como Administradores de organizações privadas sem fins lucrativos (como clubes e ONGs).

## Funções Administrativas

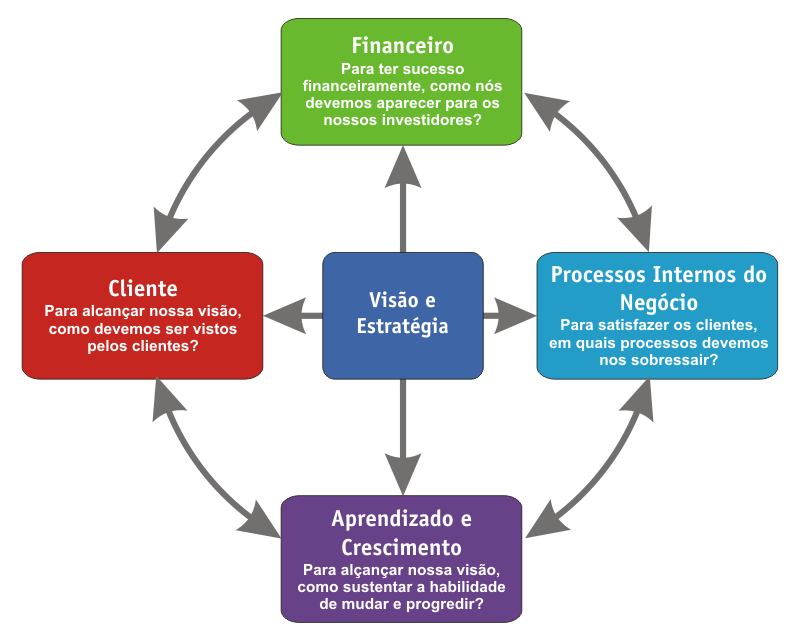
O Balanced Scorecard foi idealizado para a tomada de decisões.

A Análise SWOT, funciona como uma das ferramentas de análises de cenários futuros da Administração.

As funções administrativas norteiam os objetivos do administrador em sua rotina.
Atualmente, as principais funções administrativas são:
- Fixar objetivos (planejar);
- Analisar: conhecer os problemas;
- Solucionar problemas;
- Organizar e alocar recursos (recursos financeiros e tecnológicos e as pessoas);
- Comunicar, dirigir e motivar as pessoas (liderar);
- Negociar;
- Tomar as decisões (rápidas e precisas);
- Mensurar e avaliar (controlar).

O papel do Administrador
As funções do Administrador foram, num primeiro momento, delimitadas como: planejar, organizar, comandar, coordenar e controlar. No entanto, por ser essa classificação bastante difundida, é comum encontrá-la em diversos livros e até mesmo em jornais de forma condensada em quatro categorias, são elas:
Planejar: "definir o futuro da empresa, principalmente, suas metas, como serão alcançadas e quais são seus propósitos e seus objetivos", ou como "método que as pessoas e as organizações usam para administrar suas relações com o futuro. É uma aplicação específica do processo decisório." O planejamento envolve a determinação no presente do que se espera para o futuro da organização, envolvendo quais as decisões deverão ser tomadas, para que as metas e propósitos sejam alcançados.

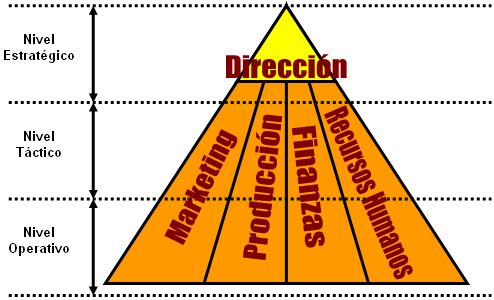
Pirâmide Organizacional com divisões de níveis e áreas da Administração

Organizar: pode-se constatar que […] se fosse possível sequenciar, diríamos que depois de traçada(s) a(s) meta(s) organizacional(ais), é necessário que as atividades sejam adequadas às pessoas e aos recursos da organização, ou seja, chega a hora de definir o que deve ser feito, por quem deve ser feito, como deve ser feito, a quem a pessoa deve reportar-se, o que é preciso para a realização da tarefa. Logo, "organizar é o processo de dispor qualquer conjunto de recursos em uma estrutura que facilite a realização de objetivos. O processo organizacional tem como resultado o ordenamento das partes de um todo, ou a divisão de um todo em partes ordenadas."
Dirigir (Liderar): envolve influenciar as pessoas para que trabalhem num objetivo comum. "Meta(s) traçada(s), responsabilidades definidas, será preciso neste momento uma competência essencial, qual seja, a de influenciar pessoas de forma que os objetivos planejados sejam alcançados."
A chave para tal, está na utilização da sua afetividade, na sua interação com o meio ambiente que atua.
E por último Controlar, que "estando a organização devidamente planejada, organizada e liderada, é preciso que haja um acompanhamento das atividades, a fim de se garantir a execução do planejado e a correção de possíveis desvios".
Cada uma das características podem ser definidas separadamente, porém, dentro da organização, são executadas em conjunto, ou seja, não podem ser trabalhados disjuntas.

## Campos de atuação da Administração

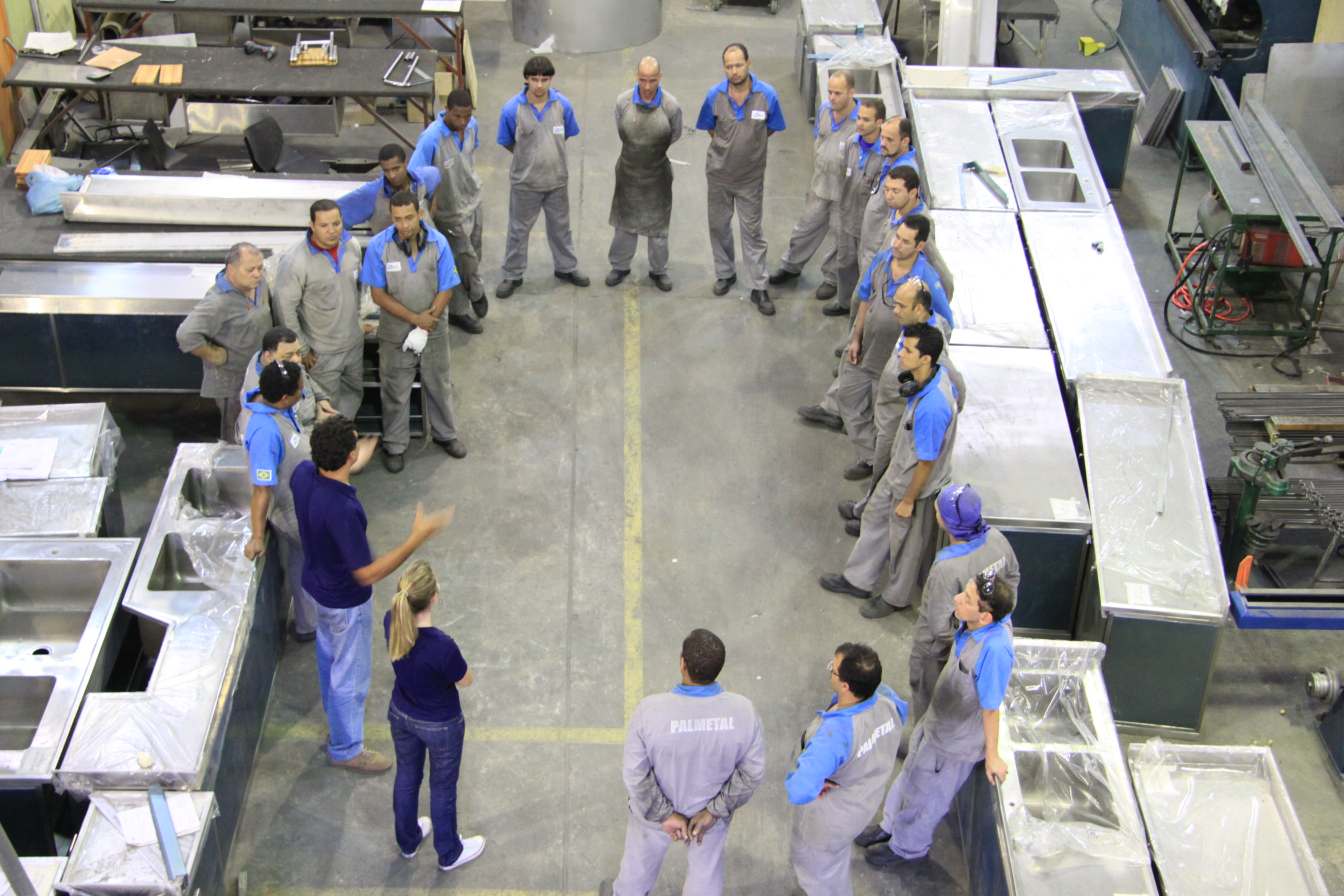
Administrador liderando equipe em treinamento numa empresa metalúrgica no Rio de Janeiro, Brasil.

O campo de atuação do administrador é bastante amplo. Ele deve planejar, organizar, dirigir e controlar as atividades de empresas, quer sejam públicas ou privadas, e traçar estratégias e métodos de trabalho em diversas áreas (agroindustrial, escolar, financeira, hospitalar, rural, etc.). Nas situações de crise, possui importante papel, quando define onde será investido o dinheiro e de que forma será equilibrada as finanças e a produção da empresa.
Segundo o Conselho Federal de Administração (CFA), a Administração apresenta os seguintes campos de atuação:
1. Administração e Seleção de Pessoal/Recursos Humanos;
2. Organização, Sistemas e Métodos (O&M);
3. Orçamento;
4. Empresário;
5. Administração de Material/Logística;
6. Administração Financeira;
7. Administração Hospitalar / Saúde;
8. Administração Hoteleira;
9. Administração Mercadológica/Marketing;
10. Administração de Produção;
11. Relações Industriais/Benefícios/Segurança do Trabalho;
12. Campos considerados como Desdobramentos ou Conexos.[21]